# Fei Yu-ching
Fei Yu-ching (費玉清) (Taipei, 17 de juliol de 1955), nascut amb el nom de Chang Ien-ching (張彥亭), és un cantant, compositor i presentador de televisió taiwanès, popularment conegut per ser el cantant de la cançó viral Yi Jian Mei.

## Biografia
Chang Ien-ching va nàixer en Taipei el 17 de juliol de 1955. Fill de pares xinesos, era el més jove de tres fills. La seua germana major Chang Ien-chiung (張彥瓊) va ser una cantant coneguda pel seu nom artístic Jenny Fei (費貞綾) fins que va fer-se monja budista el 1991 amb el nom de Heng Shu (恆述法師). El seu germà gran Chang Fei (張菲) també és cantant i una personalitat televisiva.
El 1973, juntament amb al seu germà, va començar a actuar en diversos espectacles televisius cantant-ne els temes musicals, que van esdevindre més famosos que els propis espectacles. Ha cantat nombroses cançons com "Yi Jian Mei" (Una tallada de pruna), "Oda a la República de la Xina" i " Cançó de bona nit" (晚安曲). Al 1979 aquesta última cançó va ser escollida per China Television Company per anunciar la fi les emissions diàries i va ser batejada com "Cançó de cloenda" (打烊歌). El 1996, a la 7a edició dels Premis Melodia Daurada, el seu àlbum Cançó de bona nit (晚安曲) va guanyar el premi Millor àlbum en mandarí, i ell va ser nominat al Millor cantant en mandarí.
De 1993 a 1998, Fei va produir i presentar amb el seu germà Chang Fei, el programa Els Germans Fantàstics (龍兄虎弟) de Taiwan Television. Fei es va fer famós pels seus acudits sexuals, les cançons improvisades i la imitació de famosos, pel que es va guanyar el sobrenom de "minà religiós" (un ocell conegut per la seua capacitat d'imitar la veu humana).
El 2006, va presentar 千里之外 (Faraway) un duet amb el cantant Jay Chou, dins del seu àlbum Still Fantasy. El febrer de 2008, va actuar a l'especial de l'Any Nou xinès de CCTV-4, cantant una versió en solitari de 千里之外 (Faraway).
El setembre 2018, Fei va anunciar la seva retirada de la indústria de la televisió amb una gira de concerts al febrer, març i maig de 2019 en Macau, Xangai, Singapur i Taipei, tot i que finalment la seva gira es va estendre fins a octubre.
El 2020, la cançó "Yi Jian Mei" (popularment coneguda com "Xue hua piao piao bei feng xiao xiao") va esdevindre viral com a mem d'internet i va arribar a la part alta de la taula de cançons de Spotify a països occidentals com Noruega, Suècia, Finlàndia i Nova Zelanda.

## Vida personal
El 1981, es va comprometre amb Chie Yasui, una actriu japonesa, però va haver de cancel·lar el casament perquè la família de Yasui esperava que Fei visquera a la residència matrilocal, es canviara la nacionalitat a japonesa i deixara la seva carrera a Taiwan. D'ençà que és solter.